# Hylaeus impressiventris
Hylaeus impressiventris là một loài Hymenoptera trong họ Colletidae. Loài này được Benoist mô tả khoa học năm 1960.